# Нотареско
Нотареско (итал. Notaresco) је насеље у Италији у округу Терамо, региону Абруцо.
Према процени из 2011. у насељу је живело 2656 становника. Насеље се налази на надморској висини од 241 м.

## Становништво
Према резултатима пописа становништва 2011. у општини је живело 6.863 становника.
| 1931. | 1936. | 1951. | 1961. | 1971. | 1981. | 1991. | 2001. | 2011. |
| ----- | ----- | ----- | ----- | ----- | ----- | ----- | ----- | ----- |
| 5.766 | 6.032 | 6.641 | 6.212 | 6.130 | 6.259 | 6.502 | 6.770 | 6.863 |

## Партнерски градови
- Плоњск